# 印度豪豬
印度豪豬（學名：Hystrix indica），一種齧齒目豪豬科的動物，原產於南亞和中東地區，在國際自然保護聯盟瀕危物種紅色名錄中被列為无危物种。